# Aeroportul Andakombe
Aeroportul Andakombe (IATA: ADC, ICAO: AYAN) este un aeroport din Gulf Province⁠(d), Papua Noua Guinee.
Situat la o altitudine de 3 m, aeroportul dispune de o singură pistă.